# Dragomano

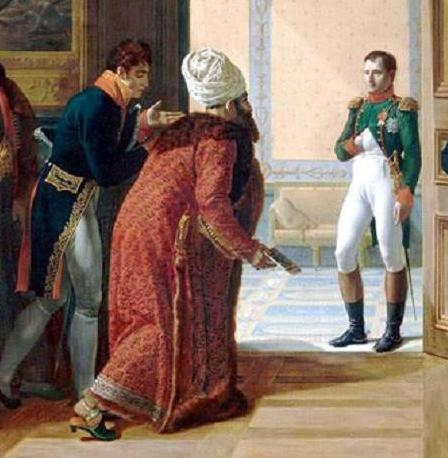
Amédée Jaubert (à esquerda) foi o "conselheiro orientalista e dragomano favorito" de Napoleão. Ele acompanhou o enviado persa Mirza Mohammad-Reza Qazvini ao Palácio de Finckenstein para se encontrar com Napoleão em 27 de abril de 1807 para o Tratado de Finckenstein. Detalhe de uma pintura de François Mulard.

Um Dragomano era um intérprete, tradutor e guia oficial entre os países e organizações políticas de língua turca, árabe e persa do Oriente Médio e embaixadas, consulados, vice-consulados e postos comerciais europeus. Um dragomano precisava ter conhecimento de árabe, persa, turco e línguas europeias.

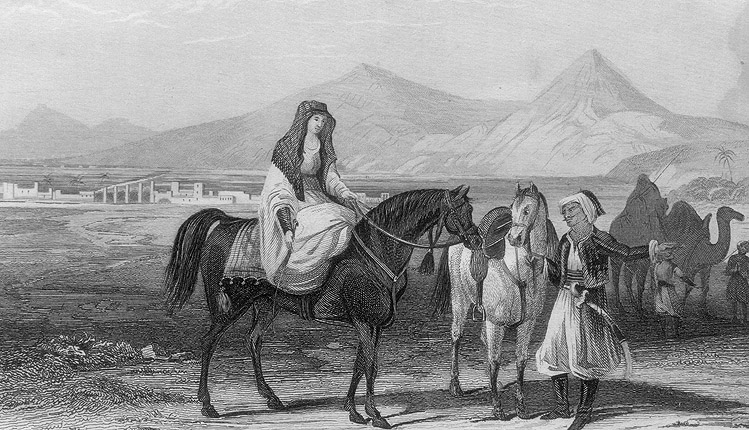
Placa de The Crescent and the Cross, de Elliot Warburton, intitulada "Acampamento em Balbeque, senhora e dragomano em primeiro plano".

No Império Otomano, os dragomanos eram principalmente membros da comunidade grega otomana, que possuíam consideráveis habilidades multilíngues, porque as comunidades comerciais gregas faziam negócios substanciais nos mercados do Mar Mediterrâneo, do Mar Negro e do Oceano Atlântico e Índico.  Em menor medida, foram recrutadas outras comunidades com ligações comerciais internacionais, nomeadamente os armênios. 

## Etimologia e variantes
Em árabe a palavra é ترجمان (tarjumān), em turco tercüman. Derivado da raiz quadriliteral semítica trgm, aparece em acadiano como "targumannu", em Ge'ez (etíope clássico) como ትርጓም (tr-gw-m), e em aramaico como targemana. O hebraico faz uma distinção entre מתרגם (metargem) — referindo-se a um tradutor de textos escritos — e מתורגמן (meturgeman) referindo-se a um intérprete de conversas faladas ou discursos. Esta última está obviamente mais intimamente relacionada às outras línguas mencionadas, embora ambas sejam derivadas da mesma raiz semítica. Houve especulações sobre uma origem hitita do termo. 
Durante a Idade Média, a palavra entrou nas línguas europeias: no inglês médio como dragman, do francês antigo drugeman, do latim medieval como dragumannus, do grego médio δραγομάνος, dragoumanos. Variantes europeias posteriores incluem o alemão trutzelmann, o francês trucheman ou truchement (no francês pós- Tanzimat,  e no francês moderno é drogman), o italiano turcimanno e o espanhol trujamán, trujimán e truchimán; essas variantes apontam para uma palavra turca ou árabe "turjuman", com vocalização diferente. O Dicionário Webster de 1828 lista dragoman, bem como as variantes drogman e truchman em inglês. 

## História
Na tradição turca, a posição de dragomano é registrada no Sultanato pré-otomano de Rum, durante o reinado de Caicobado I no século XIII, quando dois dragomanos e dois tradutores foram nomeados. 

### No Império Otomano
Nos registros otomanos, o primeiro dragomano imperial registrado foi Lutfi Paxá, que foi enviado a Veneza em 1479 para entregar um tratado. 

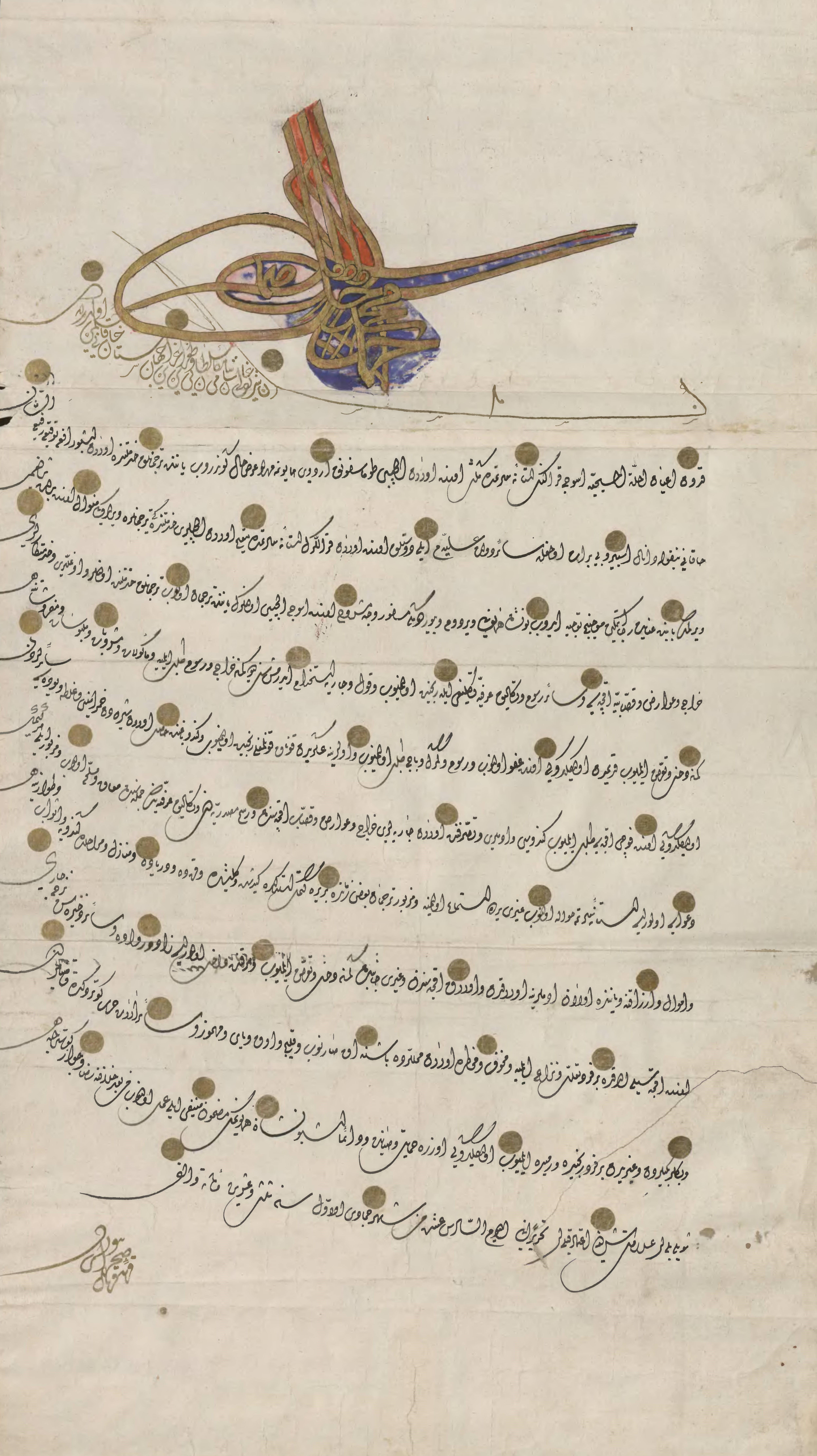
Carta emitida pelo Sultão Amade III designando Nicola Danal Spiro como dragomano de Thomas Funck, enviado sueco à corte otomana.

A posição assumiu particular destaque no Império Otomano, onde a demanda pela mediação fornecida pelos dragomanos teria sido criada pela resistência dos otomanos muçulmanos em aprender as línguas de nações não muçulmanas. O cargo incorporava deveres diplomáticos e linguísticos — principalmente na relação da Porta com os países cristãos — e alguns dragomanos passaram a desempenhar papéis cruciais na política otomana. A profissão tendia a ser dominada por gregos étnicos, incluindo o primeiro Dragomano Otomano da Sublime Porta, Panagiotis Nikousios, o intérprete oficial do Divã (Conselho Imperial) do Sultão, e seu sucessor Alexandre Mavrocordatos. Mas esse domínio mudou em 1821 com o início da Guerra da Independência Grega. 
Em 1821, o chefe dragomano Constantino Mourouzi foi executado por suspeita de deslealdade, e seu sucessor, Stavraki Aristarchi, foi demitido e exilado em 1822.  Com o acúmulo de correspondências sem resposta, o instrutor naval chefe, Ishak Efendi, assumiu o cargo e se tornou um pioneiro na tradução de literatura científica ocidental para o turco, uma tarefa para a qual ele teve que criar um vocabulário inteiramente novo. Seguindo Ishak, o grande dragomano e sua equipe eram muçulmanos, e o Escritório de Tradução ( Tercüme Odası, "Sala de Tradução", em turco), com sua familiaridade com as coisas europeias, tornou-se uma nova escada importante para influência e poder na era Tanzimat; esse conhecimento substituiu em grande parte as escadas mais antigas do exército, da burocracia e do estabelecimento religioso em meados e no final do século XIX. 
Os dragomanos estavam isentos de impostos. Como muitos deles eram judeus, em virtude de sua proficiência em línguas estrangeiras, a responsa halacá judaica tratava da questão de saber se esses dragomanos estavam ou não isentos também dos impostos internos da comunidade judaica. 
Tornou-se costumeiro que a maioria dos hospodares do governo fanariota (aproximadamente 1711-1821) sobre os Principados do Danúbio (Moldávia e Valáquia) ocupassem anteriormente este cargo otomano, um fato que não impediu muitos deles de se juntarem a conspirações que visavam derrubar o domínio turco sobre a área. 

### Dragomanos ocidentais
Esses homens foram fundamentais na disseminação de uma ampla curiosidade sobre a cultura islâmica nas regiões latinas da Europa durante os séculos XVII e XVIII. Os dragomanos tinham formação acadêmica em persa, árabe e turco, pois eram tradutores, intérpretes, autores e eram muito abertos às complexidades materiais e da moda da cultura otomana.
A primeira tradução francesa do Alcorão foi feita por André du Ryer, em 1647.  Ele era do consulado francês no Egito. Outro, Cosmo de Carbognano, da embaixada de Nápoles, publicou em latim: Os Princípios da Gramática Turca para o Uso dos Missionários Apostólicos em Constantinopla (Roma 1794). 
Como um grupo altamente treinado de profissionais diplomáticos, eles eram empregados por europeus em embaixadas e consulados, não apenas traduzindo e interpretando itens, mas muitas vezes se reunindo com autoridades otomanas sem a presença de seus empregadores. Um embaixador veneziano do século XVIII descreveu os dragomanos como "a língua que fala, o ouvido que ouve, o olho que vê, a mão que dá, o espírito que age e de quem a vida e o sucesso de cada negociação podem depender. 
Houve enorme sucesso com a tradução publicada de Mil e Uma Noites, de Antoine Galland (1646–1715). Ele foi designado para a embaixada de Charles Marie François Olier, Marquês de Nointel, um parisiense que foi conselheiro do Parlamento de Paris e embaixador francês na corte otomana, de 1670 a 1679. 
Alguém que criou um grande interesse europeu na história do Islão, com a sua Geschichte des osmanischen Reiches publicada, foi Joseph von Hammer-Purgstall da Áustria, um estudante da Academia Diplomática de Viena (a academia foi inicialmente fundada pela Imperatriz Maria Teresa em 1754 como "A Academia Oriental" para formar jovens diplomatas para representar o Império Habsburgo no estrangeiro). 